# Appleton East and West
Appleton East and West est une paroisse civile du Yorkshire du Nord, en Angleterre.